# غژگاو وحشی
غژگاو وحشی (نام علمی: Bos mutus) نام یک گونه از سرده گاو است.
غژگاو وحشی حیوانی بزرگ و وحشی و بومی هیمالیا است. غژگاو وحشی نیای غژگاو اهلی است.